# Guido di Sorrento
Guido de Sorrento  (în limba italiană: Guido di Sorrento) (n. cca. 1012) a fost fratele principelui Guaimar al IV-lea de Salerno, ulterior socru al normanzilor Guillaume Braț de Fier (conte de Apulia) și Guillaume, conte al Principatului și cumnat al unui alt conducător normand, Umfredo de Hauteville, și a devenit duce de Sorrento de la anul 1035.
Guido a fost fiul principelui Guaimar al III-lea de Salerno cu Gaitelgrima. Locul său în istorie este asigurat în primul rând datorită relațiilor sale (de sânge sau prin căsătorie), deși propriile sale acțiuni nu au fost lipsite de importanță. Potrivit lui John Julius Norwich, Guido a fost un principe selfless (lipsit de sine), demonstrând un "simț al moralității rar pentru poziția și vremurile sale". 
Fratele său, principele Guaimar al IV-lea de Salerno a cucerit orașul Sorrento în 1035, pe care l-a dăruit lui Guido ca ducat. Guido a fost un susținător consecvent al fratelui său și al normanzilor. El a contat pe aceștia din urmă ca mercenari atunci când, la asasinarea lui Guaimar din anul 1052, familia lor (inclusiv moștenitorul tronului salernitan, Gisulf al II-lea) a fost prigonită de către asasini și închisă, Guido fiind singurul care a reușit să scape. El s-a refugiat imediat la normanzii aflați la Melfi, cărora le-a oferit sume mari de bani pentru a le obține sprijinul. El i-a condus pe aceștia alături de mica sa armată din Sorrento pentru a asedia Salerno, unde conspiratorii se fortificaseră. Guido a reușit imediat să captureze familiile acestora și a negociat eliberarea nepotului său, Gisulf al II-lea. Guido a acceptat capitularea acelora și le-a promis că nu vor fi tulburați. Cu toate acestea, normanzii, considerând că nu sunt legați de jurământul lui Guido, i-au masacrat pe conspiratori. Guido l-a înscăunat pe nepotul său, iar el și cu normanzii (care l-ar fi preferat pe Guido ca principe de Salerno în locul lui Gisulf), i-au prestat omagiu. Totuși, Gisulf nu a fost recunoscător vasalilor normanzi. Principatul de Salerno a alunecat pe o pantă descendentă ca influență și putere, în condițiile în care Gisulf ignora sfaturile unchiului său de a acționa cu moderație.
Guido a rămas consecvent în a fi loial familiei normande Hauteville. În 1073, el l-a capturat pe rebelul Herman de Hauteville, propriul său nepot, și l-a predat lui Robert Guiscard. Guido s-a stins într-o perioadă în care marele principat al fratelui său Guaimar se prăbușea.